# قوجورک
قوجورک (به لاتین: Ghowjurak) یک منطقهٔ مسکونی در افغانستان است که در ولایت بامیان واقع شده‌است.